# Jamie Cullum
Jamie Cullum (Rochford, 1979. augusztus 20. –) angol pop- és dzsesszénekes, gitáros, zongorista, dalszerző; multiinstrumentalista. Nyolc stúdióalbumot, három válogatásalbumot, egy élő albumot és huszonnégy kislemezt rögzített. 2010 óta hetente kedd esti dzsesszműsora van a BBC Radio 2-n.

## Pályafutása
Cullum apai ágon izraeli zsidó, akinek porosz anyja Palesztinába menekült, hogy elkerülje a nemzetiszocialista zsidóüldözést; burmai anyja a The Impacts zenekarban játszott. Cullumnak így igen korán kezdődtek a zenével való kapcsolatatai. Kisgyermekként kezdett zongorázni, később gitár- és énekórái is voltak. Már fiatal korában  számos alkalommal fellépett bárokban és klubokban. Ebből finanszírozták tanulmányait és 1999-ben jelent meg első albuma, a Heard It All Before. Az album felkeltette Geoff Gascoyne figyelmét, és meghívta Cullumot, hogy dolgozzon vele Songs of the Summer című albumán.
Miután Cullum 2001-ben végzett a Readingi Egyetemen irodalom- és film szakon, kiadta Pointless Nostalgic című albumát. 2003 áprilisában szerződést kötött a Universal Jazz kiadóval. Bár Cullum eredetileg elsősorban dzsesszzenész volt, de a stílusok széles skálájának dolgozik, „crossover” zenésznek tartják.
Harmadik albuma, a Twentysomething (2003) több mint 2,5 millió példányban kelt el. Az album tartalmaz néhány Dzsessz-sztenderdet is (Singin' in the Rain, a What a Diff'rence a Day Made, az I Get a Kick Out of You), és egy Jimi Hendrix feldolgozást (The Wind Cries Mary), és eredeti darabokat is, amelyeket bátyjával, Ben Cullummal közösen írt.
Jelölték a British Breakthrough Act díjra a 2004-ben. Élőben lépett fel az Earl's Court kiállítási központban Katie Melua mellett.
2018-ban II. Erzsébet brit királynő születésnapján is fellépett.
Clint Eastwood Gran Torino (2008) című filmjéhez írt főcímdalát Golden Globe-díjra jelölték.
A 2014-ben megjelent Interlude című albuma újraértelmezett néhány dzsessz-sztenderdet. Gregory Porter és Laura Mvula is hallható ezen vele duettben.
Jamie Cullum 2022-ben fellépett a VeszprémFest-en.

## Albumok
- Heard It All Before (1999)
- Pointless Nostalgic (2002)
- Twentysomething (2003)
- Catching Tales (2005)
- The Pursuit (2009)
- Momentum (2013)
- Interlude (2014)
- Taller (2019)
- The Pianoman at Christmas (2020)

## Díjak, jelölések
Grammy-díj
- 2005 jelölés: legjobb  vokális album (Twentysomething)

Golden Globe-díj
- 2009 jelölés: legjobb betétdal (Gran Torino)

British Jazz Awards
- 2003 díj: „Rising Star”

Brit Awards
- 2004 jelölés: British Breakthrough Act
- 2005 jelölés: British Male Solo Artist
- 2005 jelölés: British Live Act

BBC Jazz Awards
- 2005 díj: az év művésze

Jazz FM Awards
- 2013 díj: az év brit jazz előadója

## Fordítás
Ez a szócikk részben vagy egészben  a   Jamie Cullum című német Wikipédia-szócikk ezen változatának fordításán alapul.  Az eredeti cikk szerkesztőit annak laptörténete sorolja fel. Ez a jelzés csupán a megfogalmazás eredetét és a szerzői jogokat jelzi, nem szolgál a cikkben szereplő információk forrásmegjelöléseként.